# Olmedo (Spagna)
Olmedo è un comune spagnolo di 3 435 abitanti situato nella comunità autonoma di Castiglia e León.